# Kwartet Wieniawski
Kwartet Wieniawski – polski kwartet smyczkowy założony w 1998 roku przez koncertmistrzów Orkiestry Kameralnej Polskiego Radia „Amadeus” w Poznaniu. Wykonuje muzykę poważną, romantyczną i współczesną.

## Działalność
Kwartet bierze udział w licznych festiwalach muzycznych polskich i zagranicznych.
Wystąpił m.in. podczas
- Międzynarodowego Festiwalu Muzycznego w Soroe (Dania)
- Letniego Festiwalu Muzyki Kameralnej w Lipsku[1]
- Festiwalu „Musica Polonica Nova”[2]
- Dni Muzyki Karola Szymanowskiego[3]
- „Poznańskiej Wiosny Muzycznej”[4]
- Śląskiego Festiwalu im. Ludwiga van Beethovena
- Festiwalu Muzyki Kameralnej w Pałacu w Rybnej
- Festiwalu Muzyki Karola Szymanowskiego w Zakopanem
- Festiwalu Polskiej Muzyki Współczesnej we Wrocławiu
- Festiwalu Muzyki Kameralnej „Probaltica” w Grudziądzu
- Międzynarodowego Festiwalu Henryka Wieniawskiego[5]

W swoim repertuarze posiada kilkadziesiąt utworów od muzyki klasycznej po współczesną, polską, jak i światową.
W 1999 roku muzycy nagrali pierwszą płytę kompaktową, na której znalazły się obydwa kwartety Karola Szymanowskiego oraz 4. Kwartet Grażyny Bacewicz.

## Skład zespołu
- Jarosław Żołnierczyk – I skrzypce
- Mirosław Bocek – II skrzypce
- Lech Bałaban – altówka
- Maciej Mazurek – wiolonczela

## Dyskografia
- Karol Szymanowski – I i II Kwartet smyczkowy
- Grażyna Bacewicz – IV Kwartet smyczkowy
- Krzysztof Meyer
  - XI i XII Kwartet smyczkowy, PROVIVA (2006)
  - Kwintet klarnetowy (z Pawłem Drobnikiem), Kwintet fortepianowy (z Andrzejem Tatarskim), DUX (2005)[6]
  - V, VI i VIII Kwartet smyczkowy, NAXOS (2009)
  - IX, XI i XII Kwartet smyczkowy, NAXOS (2009)